# Tórshavn (commune)
La commune de Tórshavn est une commune des îles Féroé se situant sur la partie méridionale de l'île de Streymoy et d'autres îles environnantes : Koltur, Hestur et Nólsoy.
C'est dans cette commune que se trouve la ville de Tórshavn, la capitale de l'archipel.

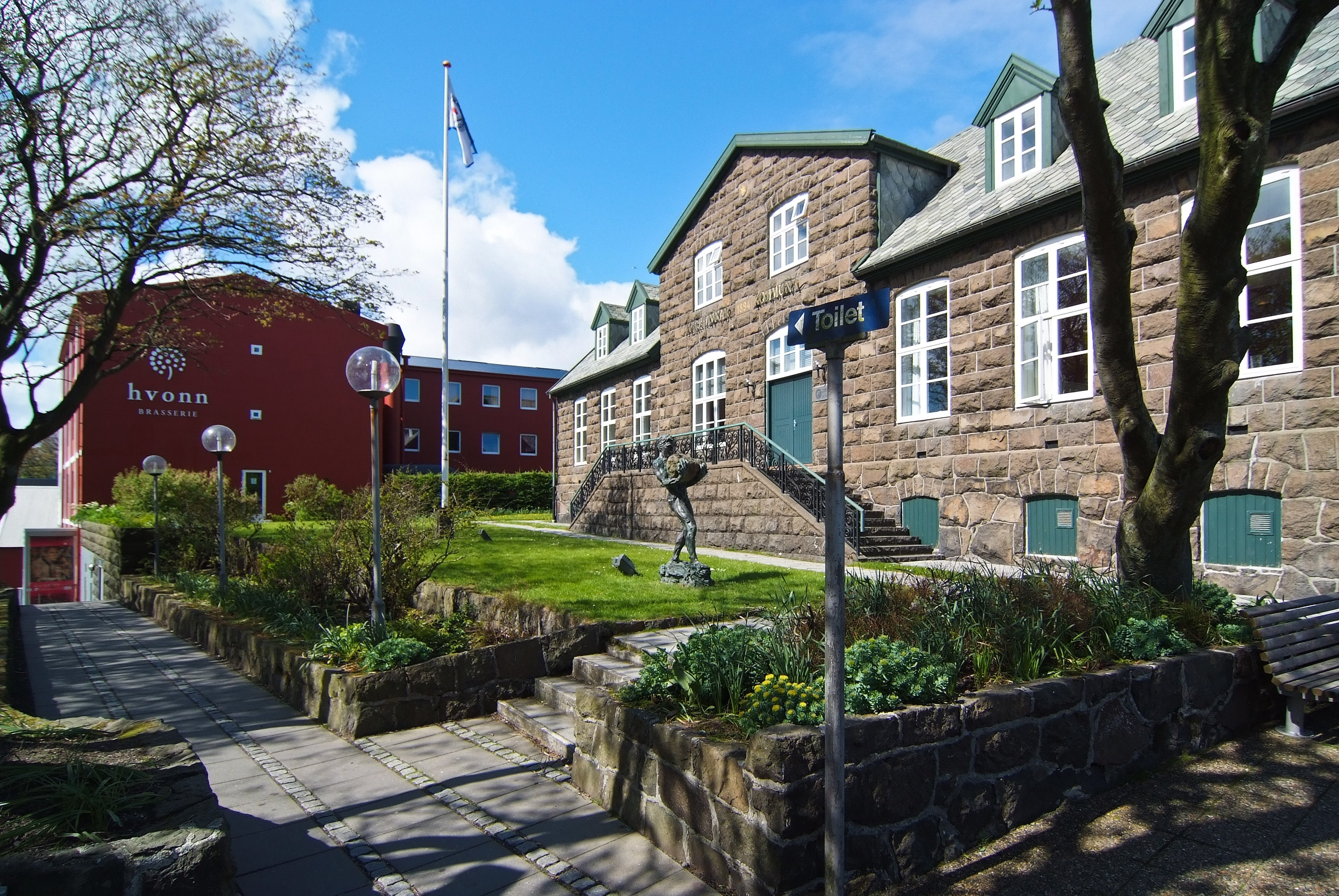
Hôtel de ville de Tórshavn, situé dans le centre-ville « á Vaglinum ».

| 1709 | 1801 | 1854 | 1900  | 1925  | 1950  | 1975   | 1980   | 1985   | 1990   |
| ---- | ---- | ---- | ----- | ----- | ----- | ------ | ------ | ------ | ------ |
| 300  | 554  | 900  | 1 656 | 2 896 | 5 607 | 11 329 | 12 641 | 13 507 | 14 689 |

| 1995   | 1997   | 1998   | 1999   | 2000   | 2001   | 2002   | 2004   | 2005   | 2009   |
| ------ | ------ | ------ | ------ | ------ | ------ | ------ | ------ | ------ | ------ |
| 13 781 | 15 844 | 16 121 | 16 469 | 17 777 | 18 067 | 18 420 | 19 348 | 19 806 | 19 378 |

| 2019   | - | - | - | - | - | - | - | - | - |
| ------ | - | - | - | - | - | - | - | - | - |
| 21 078 | - | - | - | - | - | - | - | - | - |